# Scott MacKenzie
Scott MacKenzie (21 februari 1972) is een Hongkongs darter die de toernooien van de PDC speelt. Hij speelt zowel op steeltip- als softtip-toernooien.

## Carrière
MacKenzie's eerste grote toernooi was het PDC World Darts Championship 2011. Hij begon in de voorronde tegen Jyhan Artut en verloor met 4-3 in legs. 
Ongeveer een jaar later kwalificeerde hij zich opnieuw voor het World Darts Championship. Hij speelde in de voorronde tegen Paul Barham en won met 4-2 in legs, in de ronde die hierop volgde speelde hij tegen Wayne Jones. Hij verloor deze partij met 3-1 in sets.
In juni 2014 deed MacKenzie voor het eerst mee aan de World Cup of Darts. Hij vertegenwoordigde Hongkong samen met Royden Lam. De wedstrijd tegen Noorwegen in de eerste ronde werd met 5-2 in legs gewonnen. In de tweede ronde van het toernooi speelden zij tegen een van de geplaatste landen, Australië. Teamgenoot Royden Lam verloor zijn singles-partij van Simon Whitlock met 4-2. MacKenzie speelde daarna tegen Paul Nicholson en won deze partij met 4-1. Er werd hierna een koppels-wedstrijd gespeeld tussen de beide landen. MacKenzie en Lam verloren met 4-0 en werden uitgeschakeld.
Later in 2014 kwalificeerde MacKenzie zich voor de derde keer voor het World Darts Championship. Hij begon wederom in de voorronde en verloor van de Noord-Ier Daryl Gurney met 4-3 in legs.
In juni 2015 deed MacKenzie voor de tweede keer mee aan de World Cup of Darts, ook weer met Royden Lam als teamgenoot. In de eerste ronde zorgen de Hongkongers voor een verrassing door Wales te verslaan met 5-3 in legs. In de tweede ronde namen MacKenzie en Lam het op tegen het Ierse team.
Lam won met 4-1 van William O'Connor, maar MacKenzie verloor van met 3-4 van Connie Finnan. Er werd een koppel-wedstrijd gespeeld die met 4-3 gewonnen werd. In de kwartfinale van de World Cup speelde Hongkong tegen Schotland, een van de topfavorieten voor het kampioenschap. Beide singles-partijen tegen Gary Anderson en Peter Wright gingen verloren en Hongkong was uitgeschakeld. 
In 2016 speelde MacKenzie voor de derde keer op de World Cup met Royden Lam. Hongkong speelde in de eerste ronde tegen Ierland en verloor met 5-4 in legs.

## Resultaten op Wereldkampioenschap

### PDC
- 2011: Voorronde (verloren van Jyhan Artut met 3-4)
- 2012: Laatste 64 (verloren van Wayne Jones met 1-3)
- 2015: Voorronde (verloren van Daryl Gurney met 3-4)

## Afkomst
MacKenzie werd in Brazilië geboren en heeft een Schotse vader en een Japanse moeder. MacKenzie verhuisde op zijn zesde met zijn familie naar het Verenigd Koninkrijk. MacKenzie verhuisde later in 1996 naar Hongkong.